# Remscheid
Remscheid je město s postavením městského okresu v německé spolkové zemi Severní Porýní-Vestfálsko. Společně s několika dalšími městy je součástí regionu Bergisches Land a s městy Wuppertal a Solingen tvoří geografický a kulturní region Bergisches Städtedreieck. Patří také do rozsáhlého Metropolitního regionu Porýní-Porúří. Žije zde přibližně 113 tisíc obyvatel.
V roce 1929 přesáhl počet obyvatel hranici 100 tisíc, čímž se město zařadilo mezi velkoměsta. Remscheid je v rámci spolkové země Severní Porýní-Vestfálsko nejmenším velkoměstem s postavením městského okresu.
Město je známé hutním průmyslem a zpracováním kovů.

## Partnerská města
- Quimper, Francie (od roku 1971)
- Wansbeck, Spojené království (v letech 1978–2008)
- Prešov, Slovensko (od roku 1989)
- Pirna, Sasko, Německo (od roku 1989)
- Šmalkaldy, Durynsko, Německo